# Merveille Lukeba
Merveille Lukeba (Kinsasa, 30 de marzo de 1990) es un actor congoleño, más conocido por interpretar el personaje de Thomas Tomone en la serie Skins.

## Filmografía
| Año       | Título                        | Personaje       | Notas                   |
| --------- | ----------------------------- | --------------- | ----------------------- |
| 2006      | Ezra                          | Moses           |                         |
| 2007      | The Bill                      | Tre Douglas     | Serie de TV             |
| 2009-2010 | Skins                         | Thomas Tomone   |                         |
| 2009      | 10 Minute Tales - Perfect Day | The Boy         |                         |
| 2010      | Bloody Foreigners             | John Hackett    | Temporada 1, episodio 1 |
| 2012      | Lewis                         | Kyle Hutchinson |                         |